# Storia della prostituzione
La storia della prostituzione (dal latino prostituere-, esporsi al pubblico; quell'attività che consiste nell'accettare di compiere atti sessuali in cambio di un corrispettivo materiale diretto) copre e si estende a tutte le culture, sia antiche che moderne; vi è un luogo comune che definisce essere "il mestiere più antico del mondo".

## Mesopotamia
Già nel XVIII secolo a.C., nell'antico regno di Babilonia è stata riconosciuta la necessità di tutelare i diritti di proprietà delle donne, tra cui quelli delle prostitute: tali disposizioni, che affrontano i diritti di eredità delle donne (riguardanti la dote per le figlie non sposate e i doni ricevuti dal padre), sono stati trovati nel Codice di Hammurabi.
Una delle prime forme di prostituzione presenti nel mondo antico è stata la cosiddetta prostituzione sacra, presumibilmente praticata già tra i Sumeri. Nelle fonti pervenuteci (Erodoto e Tucidide) vi sono varie tracce di prostituzione sacra; a Babilonia ogni donna doveva raggiungere, almeno una volta nella sua vita, il santuario di Militta dedicato alla Dea Anahita (o Nana, equivalente ad Afrodite) e qui avervi un rapporto sessuale con uno straniero, come pegno simbolico d'ospitalità.
In tutto l'antico Vicino Oriente, in Mesopotamia lungo il Tigri e l'Eufrate, v'erano molti santuari e templi o "case del cielo" (dedicati perlopiù alle divinità dell'amore) dove la prostituzione sacra era una pratica comune; ciò viene documentato dallo storico greco Erodoto nelle sue Storie; la prima prostituzione babilonese si svolgeva in spazi che erano centro d'attrazione per tutti i viaggiatori.
Una tale tradizione si è conclusa quando l'imperatore Costantino, nel IV secolo, fece abbattere i templi dedicati alle dee per sostituirli con chiese cristiane.

## Informazioni bibliche
La prostituzione era comune anche nell'antico Israele, nonostante fosse tacitamente proibita dalla legge ebraica. Nella religione della terra di Canaan una parte significativa degli addetti alla prostituzione sacra all'interno dei templi era di sesso maschile; solitamente in onore della Dea Astarte era di uso comune anche in Sardegna e in alcune delle culture derivanti dai Fenici. Sotto l'influenza fenicia si è sviluppata in altri porti del Mar Mediterraneo, come Erice in Sicilia, Locri Epizefiri, Crotone, Rossano di Vaglio, e Sicca Veneria, fino a giungere all'Asia Minore, in Lidia, Siria e tra il popolo degli Etruschi.
La Sacra Bibbia contiene indicazioni al riguardo, fornendo rappresentazioni della prostituzione praticata nella società del tempo. Nel libro della Genesi al capitolo 38 viene narrata la storia di Giuda e Tamar: la prostituta esercita il proprio commercio ai bordi di una strada, in attesa dei viaggiatori di passaggio, coprendosi il volto (e ciò la segna come prostituta). Viene pagata in natura, chiedendo una capra in cambio; un prezzo piuttosto elevato in una società dedita quasi esclusivamente alla pastorizia, un costo che solamente i ricchi proprietari di numerose mandrie avrebbero potuto permettersi di pagare per un singolo incontro sessuale.
Se il viaggiatore non portava con sé il proprio bestiame, avrebbe dovuto dare alcuni oggetti di valore in deposito alla donna, fino a quando l'animale pattuito non le fosse stato consegnato.
Anche se in questa storia la donna non era una vera prostituta, bensì una vedova, ella aveva le sue buone ragioni per cercar d'ingannare Giuda (figlio di Giacobbe e suo suocero) e rimanere incinta di lui: Tamar riesce ad impersonare benissimo il ruolo ed il suo comportamento può esser considerato come quello reale effettivo che ci si sarebbe attesi da un'autentica prostituta nella società del tempo.
Un'altra storia biblica, più tarda, presente nel libro di Giosuè, narra di una prostituta di Gerico di nome Rahab la quale aiuta le spie israelite intrufolatesi in città, grazie alla conoscenza della situazione socio-culturale e militare datale dalla popolarità che gode tra i nobili di alto rango: le spie, in cambio d'informazioni, le promettono di salvare la vita a lei e alla sua famiglia durante l'invasione militare che era stata pianificata. Un segno lasciato davanti alla casa avrebbe indicato ai soldati di non far irruzione; dopo la conquista della città la donna lasciò la professione, si convertì all'ebraismo e sposò un membro di spicco del popolo.
Nel libro dell'Apocalisse la grande meretrice di Babilonia è "Babilonia la Grande, madre delle prostitute e di tutte le abominazioni della Terra" (qui la parola prostituta può anche esser tradotta come persona dedita all'idolatria). Alcune antiche pergamene suggeriscono che il significato del nome del luogo ove s'esercitava la prostituzione babilonese era simile alla parola ebraica che significa "libero"; ciò indicherebbe che i maschi avrebbero dovuto offrire loro stessi per poter riacquistare la libertà.

## Antica Grecia

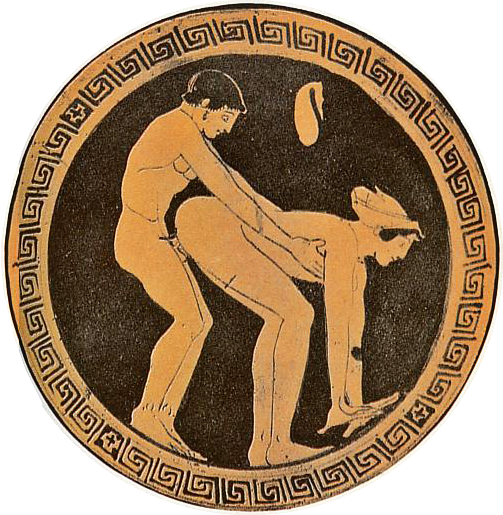
Una scena sessuale di un uomo con una Etera (480-470 a.C.).Monaco di Baviera, collezione privata.

In Grecia sia le donne che i ragazzi potevano impegnarsi nell'arte della prostituzione. La parola greca per indicare la prostituta è "porné" (πόρνη), derivante dal verbo pernemi-vendere e con evidente evoluzione moderna: la parola pornografia è direttamente derivazione da porné.
Le prostitute, uniche donne indipendenti di quella società, potevano anche essere notevolmente influenti (vedi ad esempio l'etera Aspasia, l'amante di Pericle). Erano tenute ad indossare abiti che le distinguessero da tutte le altre donne e dovevano pagare le tasse dei loro proventi; alcune somiglianze sono state ritrovate con la figura giapponese dell'oiran, che si ritrovava in una posizione intermedia tra la comune prostituta e la cortigiana più raffinata (si veda anche l'indiana tawaif).
Alcune tra le prostitute greche, come ad esempio Lais, sono divenute celebri sia per la loro arte che per la notevole bellezza e fascino ch'emanavano; queste donne potevano addebitare somme enormi per i loro servizi. Fu Solone nel VI secolo a.C. ad istituire il primo bordello (oik'iskoi) dell'antica Atene, e con i guadagni derivanti da questo business riuscì a far costruire un grande tempio dedicato ad Afrodite Pandemos (corrispondente a Qadesh), epiteto che descrive la dea come patrona dei piaceri sensuali, in opposizione all'Afrodite Urania o celeste; era invece severamente proibita l'induzione alla prostituzione.
Secondo quanto riporta Strabone esisteva, sia a Cipro che a Corinto, un tipo particolare di prostituzione religiosa che veniva praticata all'interno di templi contenenti più di mille donne (hierodules, Gr: ιερόδουλες). Ogni categoria specializzata assumeva un suo nome proprio; vi era quindi la chamaitypa'i o prostituta di strada, la perepatetikes che incontrava i clienti mentre passeggiava e poi se li portava in casa, la gephyrides che lavorava nei pressi dei ponti.
Nel V secolo Ateneo di Naucrati c'informa che il prezzo generalmente pattuito ammontava a un obolo, un sesto di dracma, equivalente allo stipendio giornaliero d'un comune lavoratore; le rare immagini che descrivono l'attività sessuale mostrano che veniva eseguita su letti con coperte e cuscini, mentre i sedili posti nel triclinio di solito non avevano questa funzione.
Comune era anche la prostituzione maschile, solitamente praticata da ragazzi poco più che adolescenti, riflesso dell'usanza del tempo riguardante la pederastia; capitava anche che giovani maschi ridotti in stato di schiavitù finissero col lavorare all'interno di bordelli esclusivamente maschili (ciò accadde al discepolo di Socrate Fedone di Elide). Per quanto riguarda invece i ragazzi liberi, coloro che sceglievano di vendere i propri favori rischiavano di perdere per sempre i diritti politici una volta divenuti adulti.

## Antica Roma

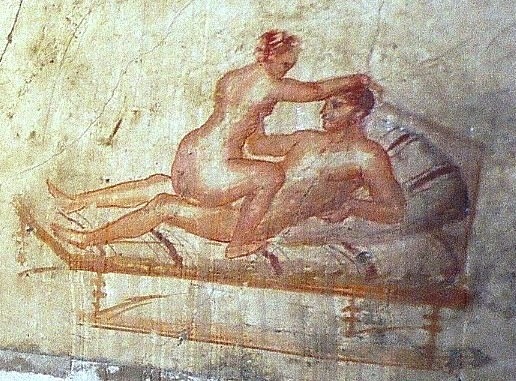
Affresco dal bordello di Pompei

La prostituzione nell'impero romano era legale, pubblica e diffusa. I cittadini romani di più alto status sociale erano liberi d'intrattenere rapporti sessuali sia con prostitute che con giovani maschi, senza per questo incorrere in alcuna disapprovazione di tipo morale; sempre a condizione che mantenessero il perfetto controllo e padronanza di sé, dimostrando moderazione nella frequenza del piacere sessuale. La letteratura latina, sia in poesia che in prosa, viene a riferirsi spesso alla compagnia data dalle prostitute.
Le pratiche attuate sono documentate dalle disposizioni del diritto romano regolanti la prostituzione, oltre che da iscrizioni come i graffiti di Pompei. Fino al IV secolo i grandi bordelli di Roma, alcuni dei quali di proprietà statale, erano delle vere e proprie attrazioni turistiche.
Le prostitute avevano un loro ruolo speciale in diverse osservanze religiose, soprattutto quelle del mese di aprile, notoriamente dedicato alle gioie dell'amore e presieduto da Venere. Allo stesso tempo però erano considerate anche in maniera vergognosa: si trattava difatti per la maggior parte di schiave o ex-schiave; se invece erano di nascita libera finivano relegate al ruolo di infames, persone del tutto prive di posizione sociale e private della maggior parte delle protezioni accordate ai cittadini ai sensi del diritto romano.
La prostituzione riflette quindi gli atteggiamenti ambivalenti degli antichi romani nei confronti del piacere e della sessualità.
La prostituta registrata ufficialmente veniva chiamata meretrix (meretrice), mentre quelle non ufficiali rientravano tutte nell'ampia categoria delle prostibulae. Vi si trovano alcuni punti in comune con il sistema greco, ma col tempo, a mano a mano che l'impero romano s'espandeva ampliando i propri confini, le prostitute erano spesso di origine straniera, catturate nel corso delle guerre e ridotte in stato di schiavitù o abbandonate a loro stesse: i bambini e le bambine abbandonate finivano quasi sempre con l'entrare nel giro della prostituzione.
Diventare delle schiave che esercitano la prostituzione era talvolta anche una pena assegnata a donne libere macchiatesi di crimini particolarmente gravi. Infine tutti gli schiavi, femmine e maschi, potevano essere venduti ed acquistati in privato con l'esplicito scopo di usarli sessualmente.

## Medioevo
Il Gesù descritto nei Vangeli ha un atteggiamento molto personale nei confronti delle prostitute; non solo le tratta gentilmente, ma fa di loro addirittura un esempio di fede: "In verità vi dico, i pubblicani e le prostitute vi precederanno nel regno dei cieli" (Matteo 21.31). Nel cristianesimo delle origini la prostituta è colpevole di un grave errore morale, ma può essere salvata dalla fede: "... neanche io ti condanno. Va' e non peccare più. La tua fede ti ha salvata."
Durante il Medioevo, la prostituzione si poteva comunemente ritrovare nei contesti urbani. Anche se tutte le forme di attività sessuale al di fuori del matrimonio erano considerati peccaminosi dalla Chiesa Cattolica Romana, la prostituzione era di fatto tollerata (seppur in maniera riluttante) perché si riteneva evitasse mali maggiori come lo stupro, la sodomia e la masturbazione; nonostante ciò erano molti i canonisti che premevano ed esortavano le prostitute a convertirsi e cambiare vita.
Molti governi cittadini stabilirono che le prostitute non dovessero esercitare il loro mestiere all'interno delle mura cittadine, ma solamente al di fuori della giurisdizione comunale; in varie regioni francesi, tedesche e inglesi si adibirono certe strade come aree in cui la prostituzione era consentita. Il toponimo Gropecunt Lane, diffuso in epoca medievale in molte città inglesi e in alcuni casi conservatosi sino ad oggi, stava proprio ad indicare una strada in cui la prostituzione era consentita. A Londra i bordelli di Southwark erano di proprietà del vescovo di Winchester.

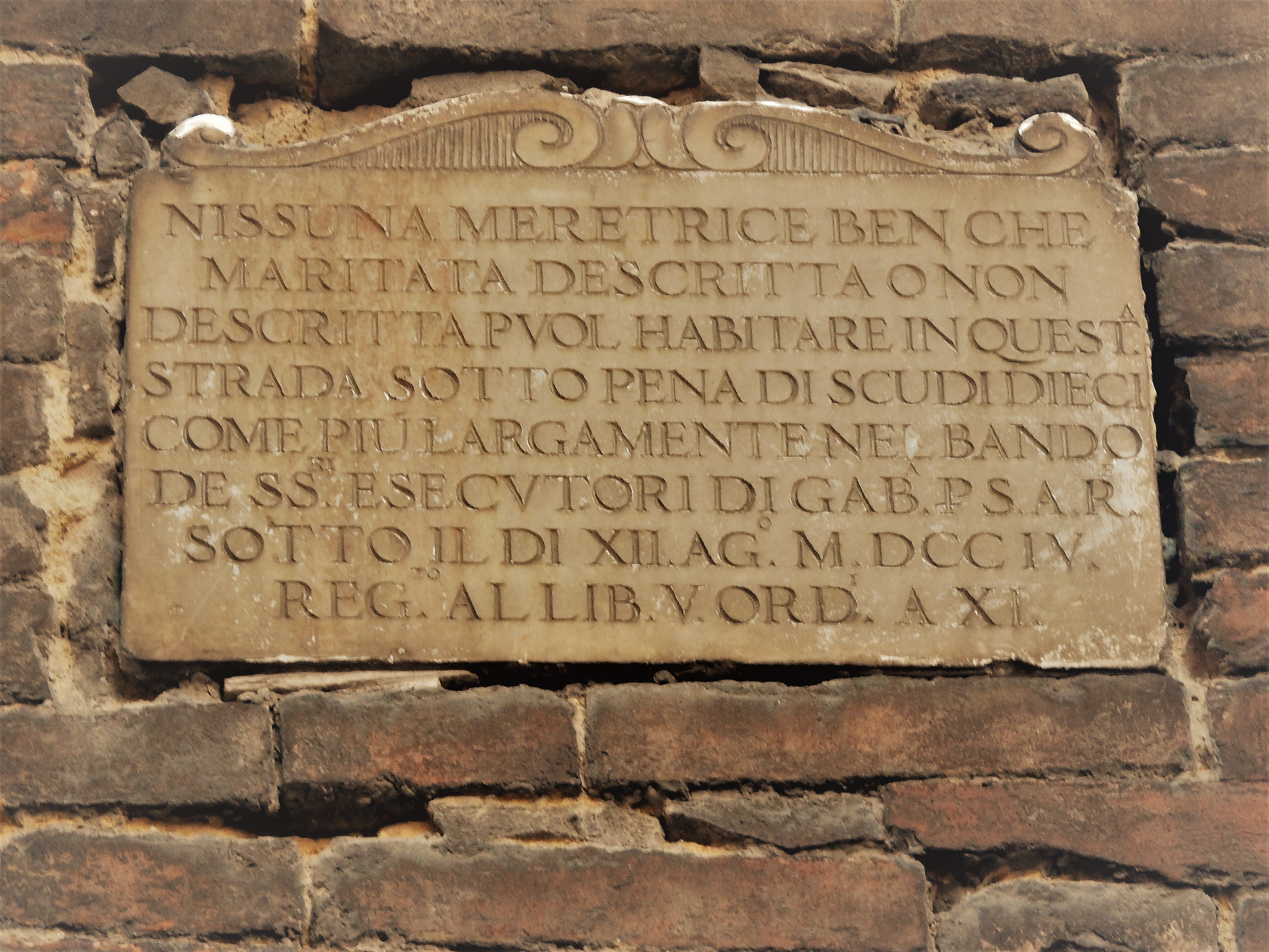
epigrafe che prescrive il divieto della prostituzione in via di Castelvecchio a Siena, datata 12 agosto 1704

In seguito divenne pratica comune nelle grandi città dell'Europa del Sud di istituire bordelli sotto il controllo delle autorità, vietando al contempo qualsiasi forma di prostituzione svolta al di fuori di tali locali; l'atteggiamento a cui ci si atteneva maggiormente in gran parte dell'Europa del nord era invece quello del laissez faire. La prostituzione trovò infine un mercato molto fruttuoso durante tutto il periodo delle Crociate.

## Asia

### Nel mondo musulmano
Nel VII secolo il profeta islamico Maometto dichiarò la prostituzione vietata in ogni caso, considerandola un grave peccato (Sahih al-Bukhari). Ma nonostante questo la schiavitù sessuale è molto comune durante la tratta araba degli schiavi, durante tutta l'epoca medioevale e prima dell'età moderna, in cui donne e ragazze africane, caucasiche, dell'Asia centrale ed europee sono state catturate e costrette a servire come concubine all'interno degli harem dei signori arabi. Ibn Battuta dice più volte d'aver acquistato delle schiave-concubine.
Secondo i musulmani sciiti il profeta sancì l'istituto del matrimonio a tempo determinato, chiamato mut'a in Iraq e sigheh in Iran, ma ciò è stato invece utilizzato spesso come copertura per legittimare le lavoratrici del sesso in una cultura in cui la prostituzione è altrimenti severamente proibita in quanto peccaminosa. I sunniti, che costituiscono la maggioranza dei musulmani in tutto il mondo, ritengono che la pratica del matrimonio temporaneo sia stata abrogata ed infine vietata da uno dei successori del profeta, Umar.

### In India
Il termine devadasi descrive originariamente una pratica religiosa induista in cui giovani donne venivano fatte "sposare" alla divinità a cui erano state dedicate (deva o Devī). Oltre a prendersi cura del tempio e ad eseguire in maniera corretta tutti i rituali imparati delle varie arti classiche tradizionali (Bharatanatyam), esse godevano di un elevato status sociale.
La loro popolarità sembra aver raggiunto il suo apice durante il X-XI secolo e la loro ascesa e caduta è stata parallela a quella dei grandi templi indù del subcontinente indiano prima della conquista musulmana di tutto il nord; a causa della distruzione dei templi durante l'invasione musulmana scomparve anche la figura della devadasi. Con l'impoverimento dei templi e la perdita dei loro re protettori molte di queste donne furono costrette ad una vita di miseria e prostituzione.

### In Giappone
A partire dal '400 un numero sempre maggiore di visitatori cinesi, coreani e di altri paesi estremo-orientali iniziarono a frequentare i bordelli in Giappone; questa pratica continuò anche con i commercianti occidentali.
Nei primi anni del XVII secolo vi era una diffusa prostituzione femminile, ma anche maschile, in varie città del Giappone tra cui Kyoto, Edo e Osaka: le oiran erano le cortigiane del periodo Edo. Le taiwaf erano invece le cortigiane che esercitavano per la nobiltà dell'Asia meridionale, in particolare durante l'era del periodo Moghul; queste sapevano cantare, ballare e recitare poesie oltre che intrattenere al meglio i loro pretendenti.
Come la geisha nella tradizione giapponese, lo scopo principale della taiwaf era quello di intrattenere i propri ospiti con professionalità, mentre il sesso era spesso occasionale, e non assicurato contrattualmente. Di alta classe, le più popolari e richieste potevano spesso scegliere tra il meglio dei loro clienti.

## Mesoamerica
Tra gli Aztechi il nome dato a tutti quegli edifici controllati dallo stato, in cui la prostituzione era consentita dalle autorità politico-religiose, è quello di Cihuacalli: una parola nahuati che significa "Casa delle donne". Si trattava di un luogo chiuso composto da varie camere, disposte tutte attorno ad un patio centrale; al centro del cortile vi era la statua di Tlazolteotl, la dea della sessualità.
Le autorità religiose imponevano che le donne che avessero voluto lavorare come prostitute, avrebbero dovuto farlo solo all'interno di tali locali custoditi dalla divinità la quale aveva, tra gli altri, anche il potere d'incitare l'attività sessuale ed allo stesso tempo fare pulizia spirituale di tali atti.
Vi sono storie che si riferiscono anche a certi luoghi, sia all'interno della Cihuacalli o all'esterno, dove le donne dovevano eseguire una speciale danza erotica di fronte ai maschi. Il poeta Tlaltecatzin di Tenochtitlán del XIV secolo aveva però notato che alcune di queste "donne allegre" si esibivano in danze erotiche anche in certi case al di fuori della zona assegnata a loro.
Bernal Díaz ha descritto numerosi esempi di prostituzione maschile tra gli Aztechi, così come i sacerdoti del tempio non sposati si potevano dedicare alla sodomia.
Le prostitute Inca venivano separate dalle altre persone e vivevano sotto la supervisione di un agente del governo.

## XVI-XVII secolo
Entro la fine del XV secolo gli atteggiamenti sociali nei confronti della prostituzione avevano cominciato ad indurirsi. Un focolaio di sifilide scoppiato a Napoli nel 1494, e che si diffuse poi velocemente in tutto il continente europeo, potrebbe aver avuto origine da uno scambio colombiano; ma anche la prevalenza di altre malattie sessualmente trasmissibili del secolo successivo potrebbe essere stata causata proprio da questo cambiamento d'atteggiamento.
All'inizio del '500 emerse con forza l'associazione tra prostitute e contagio da peste, provocando la messa al bando di bordelli e pratica della prostituzione da parte dell'autorità secolare; inoltre la loro proibizione a termini di legge fu utilizzata anche per rafforzare il sistema del diritto penale dell'epoca.
Il diritto canonico definisce una prostituta come "una donna promiscua, a prescindere da elementi finanziari". La prostituta, considerata "una puttana a disposizione della brama di molti uomini" è stata così sempre più strettamente associata con la promiscuità di per sé.
La posizione ecclesiastica nei riguardi delle prostituzione era triplice: "l'accettazione della prostituzione come un fatto sociale inevitabile, la condanna di coloro che traggono profitto da questo commercio, e l'incoraggiamento rivolto alla prostituta di ravvedersi". La Chiesa è stata costretta a riconoscere la propria incapacità d'eliminare la prostituzione dalla società mondana e nel XIV secolo "ha cominciato a tollerare la prostituzione come un male minore."
Tuttavia le prostitute dovevano essere escluse dalla comunità cristiana fino a quando non avessero smesso d'esercitare. Intorno al XII secolo cominciò a prendere piede l'idea della prostituta redenta e divenuta così santa, questo soprattutto attraverso la figura di Maria Maddalena, una delle sante più popolari dell'epoca; si utilizzò la storia biblica della Maddalena - vista come prostituta convertita a seguito del suo incontro con Gesù - per incoraggiare le prostitute a pentirsi.
Allo stesso tempo vennero istituite delle case religiose con lo scopo di fornire asilo ed assistenza alle "maddalene": le case delle maddalene erano particolarmente popolari e raggiunsero il loro picco nei primi decenni del '300. Nel corso del Medioevo vari pontefici e comunità religiose fecero diversi tentativi per rimuovere la prostituzione dalla società o riformarne l'istituzione, con successo variabile nel tempo.
Con l'avvento della riforma protestante, un numero sempre maggiore di città tedesche chiusero i bordelli nel tentativo di sradicare il fenomeno della prostituzione. In alcuni periodi, le prostitute dovevano distinguersi da segni particolari, a volte tenendo i capelli molto corti o addirittura completamente rasati o indossare un velo che ne coprisse tutto il volto tranne gli occhi; i codici penali regolavano anche il crimine rappresentato da una prostituta che dissimulasse la propria professione. Infine, in alcune culture, le prostitute erano le sole donne che avevano il permesso di cantare in pubblico o di partecipare come attrici agli spettacoli teatrali.

## XVIII secolo
Secondo l'autore derviscio Ismail Agha, in "Dellâkname-i Dilküşâ", l'Hammam o bagno turco della tradizione inerente all'impero ottomano aveva come massaggiatori - gli addetti a lavare e strofinare i corpi dei clienti - giovani maschi i quali potevano spesso indulgere in attività di prostituzione: i testi descrivono chi fossero, i prezzi da loro praticati, il numero di volte che potevano procurare un orgasmo ai clienti e i dettagli delle loro pratiche sessuali.
Nel XVIII secolo, presumibilmente a Venezia, le prostitute iniziarono a far uso di preservativi realizzati con intestino di mucca ricucito.
Durante il periodo della Compagnia britannica delle Indie orientali nella società Raj (tra la fine del '700 e l'inizio dell'800) era inizialmente abbastanza comune per i soldati inglesi frequentare le prostitute indiane, visitate in qualità di ballerine-naucht. Ma dal momento in cui le donne britanniche cominciarono a giungere in India in gran numero, durante la prima metà dell'800, divenne sempre più raro per i militari europei far uso di prostitute locali, fino a quando con gli eventi relativi ai moti indiani del 1857 il meticciato venne radicalmente disprezzato.

## XIX secolo
Molte delle donne che posavano per l'arte erotica di questo periodo erano prostitute.

## XX secolo
I principali teorici del comunismo sono stati degli strenui oppositori della prostituzione: Karl Marx considerava la sua abolizione come necessaria per superare il capitalismo, Friedrich Engels considerava anche il matrimonio una forma di prostituzione, mentre Vladimir Lenin considerava il lavoro sessuale come estremamente sgradevole. I governi comunisti, nei paesi in cui assunsero il potere, hanno spesso preso provvedimenti nel tentativo di reprimere la prostituzione, senza però mai riuscirvi completamente in quanto la pratica continuava in ogni caso a persistere.
Nei paesi che sono rimasti nominalmente comunisti anche dopo la fine della guerra fredda, in particolare nella Repubblica popolare cinese, la prostituzione resta illegale, ma è comunque comune. In molti dei paesi ex-comunisti infine, proprio la depressione economica causata dal crollo dell'Unione Sovietica ha portato ad un aumento considerevole della prostituzione.
Il turismo sessuale emerge nel tardo XX secolo come uno degli aspetti più controversi del turismo occidentale a seguito della sempre maggior globalizzazione, tipicamente intrapreso a livello internazionale da turisti provenienti dai paesi più ricchi del mondo. L'autore e storico norvegese Nils Ringdal ha affermato che tre uomini su quattro di età compresa tra 20 e 50 anni che hanno visitato l'Asia e l'Africa hanno pagato per il sesso.
Un nuovo tipo di approccio giuridico alla prostituzione è emerso alla fine del '900 e cioè il divieto di acquisto, ma non la vendita di servizi sessuali, con solo il cliente ad essere criminalizzato, non la prostituta. Tali leggi sono state emanate in Svezia (1999), Norvegia (2009), Islanda (2009), Canada (2014), Irlanda del Nord (2015), e sono anche presi in considerazione in altre giurisdizioni.

## XXI secolo
In Afghanistan sembra rivivere un metodo di prostituzione che coinvolge giovani maschi adolescenti, conosciuta come Bacha Bazi.